# Aires de Ornelas e Vasconcelos
Dom Aires de Ornelas e Vasconcelos (* 18. September 1837 in Funchal; † 28. November 1880 in Goa) war ein portugiesischer Geistlicher der katholischen Kirche.
Der Prälat wurde 1871 Koadjutor des Bischofs von Funchal und Titularbischof von Gerasa. 1872 wurde er Bischof von Funchal und am 23. Juli 1874 Erzbischof von Goa. Dieses Amt übte er sechs Jahre lang bis zu seinem Tod 1880 aus.
Er war Mitkonsekrator des Patriarchen Kardinal José Sebastião de Almeida Neto.